# Rachid Taha
Rachid Taha (in arabo رشيد طه‎? Rashīd Ṭaha; Sig, 18 settembre 1958 – Parigi, 12 settembre 2018) è stato un cantante e compositore algerino.

## Biografia
Rachid Taha (Rashid Taha), dopo Khaled, è stato un importante esponente del Pop-raï e della scena rock francese multiculturale (métissage).
Nato a Sig nell'allora Algeria francese, si trasferì da bambino in Alsazia con la famiglia, si è successivamente stabilito prima a Lione, dove ha militato nel gruppo rock Carte de Séjour, poi a Parigi, dove ha continuato a cantare come solista e a comporre. Ha duettato con artisti quali Patti Smith, Robert Plant, Faudel e Khaled.
Muore, a 59 anni, nella notte tra l'11 e il 12 settembre 2018 a causa di un infarto.

## Discografia

### Con i Carte de Séjour
- 1983 -  Carte de Séjour
- 1984 -  Bleu de Marseille
- 1984 -  Rhorhomanie
- 1986 -  Douce France
- 1986 -  Deux et Demi
- 1987 -  Ramsa (Cinq)

### Da solista
- 1991 -  Barbès
- 1993 -  Rachid Taha
- 1995 -  Olé Olé (Mango)
- 1996 -  Olé Olé (Barclay)
- 1997 -  Carte Blanche
- 1998 -  Diwân
- 1999 -  1,2,3 Soleils (con Faudel e Khaled)
- 2000 -  Made in Medina
- 2001 -  Rachid Taha Live
- 2001 -  Tékitoi
- 2006 -  Diwân 2
- 2007 -  The Definitive Collection
- 2008 -  Rock el Casbah: The Best of Rachid Taha
- 2009 -  Bonjour
- 2013 -  Zoom